# أنس الفقي
أنس أحمد نبيه الفقي  (14 أكتوبر 1960 -) وزير الإعلام المصري السابق، ووزير الشباب الأسبق في حكومة أحمد نظيف.
حصل على بكالوريوس تجارة من جامعة القاهرة عام 1983، وعمل فور تخرّجه كمدير لتسويق الموسوعات الأجنبية. وفي عام 1985، أسّس أول شركة لتوزيع الموسوعات، كما عمل في مجال النشر والترجمة لدوائر المعارف، وأسّس مجموعة شركات خاصة في الفترة من عام 1985 حتى 2002.
في 14 يناير 2002، تم تعيينه رئيسًا للهيئة العامة لقصور الثقافة، ثم عُيّن وزيرًا للشباب في 13 يوليو 2004 في حكومة أحمد نظيف. وفي 15 فبراير 2005، تولّى حقيبة وزارة الإعلام حتى استقال منها في 12 فبراير 2011 بعد تنحّي الرئيس مبارك عن الحكم.

## ميلاده وتعليمه
من مواليد: 14 أكتوبر 1960. حاصل على بكالوريوس تجارة شعبة إدارة أعمال من جامعة القاهرة عام 1983 . بداية التعيينة عام 2002.
وفي 27 سبتمبر 2011، حكمت محكمة جنايات القاهرة على أنس الفقي بالسجن المشدد لمدة 7 سنوات وذلك في قضية «بث المباريات» والمتهم فيها الفقي بالإضرار العمدي بأموال اتحاد الإذاعة والتليفزيون بقيمة 1.888 مليون دولار لإعفائه القنوات الفضائية من سداد قيمة حق بث المباريات.
و في 17 ديسمبر 2012، قضت محكمة النقض بإلغاء الحكم الصادر من محكمة جنايات القاهرة بإدانة أنس الفقي، وأمرت بإعادة محاكمته أمام إحدى دوائر محكمة جنايات القاهرة، تحدّد النظر في الطعن بالحكم الصادر ضده خلال ديسمبر 2012، على أن تبدأ أولى جلسات الطعن في 27 من ديسمبر.
واستمعت المحكمة إلى مرافعة دفاع الفقي، الذي أكّد أن جريمة الفقي الوحيدة هو الانحياز إلى جموع الشعب المصري العاشق لكرة القدم ومنحهم حق رؤية مباريات كرة القدم، وأوضح أن اتحاد الإذاعة والتليفزيون لا يعرف ما يسمى بحق إشارة البث لأن قانون الاتحاد المصري للإذاعة والتليفزيون لا يعرف إشارة البث الفضائي التي دخلت مصر عام 1998 بعد إقرار ذلك القانون.
وفي 30 يوليو 2013، قضت محكمة جنايات القاهرة، المنعقدة في التجمع الخامس برئاسة المستشار نور الدين يوسف، ببراءة أنس الفقي وزير الإعلام الأسبق، في قضية إعادة محاكمته باتهامات إهدار للمال العام باتحاد الإذاعة والتليفزيون.